# 山羊関節炎・脳炎
山羊関節炎・脳脊髄炎（やぎかんせつえん・のうせきずいえん、英語: caprine arthritis-encephalomyelitis）は、山羊関節炎・脳脊髄炎ウイルスを原因とする感染症。
日本では家畜伝染病予防法で届出伝染病に指定されており、対象動物は山羊。なお、日本獣医学会の提言で法令上の名称が「山羊関節炎・脳脊髄炎」から「山羊関節炎・脳炎」に変更された。

## 特徴
山羊関節炎・脳脊髄炎ウイルスは、レトロウイルス科レンチウイルス属に属するRNAウイルス。乳を介して感染が成立する。2~4か月齢に発生する白質脳脊髄炎と12か月齢以上で発生する関節炎の2型が存在する。関節炎は数か月から数年にわたり徐々に進行する。治療法は特にない。